# Antonio Riberi

Kardinalswappen Riberis

Antonio Kardinal Riberi (* 15. Juni 1897 in Monte Carlo, Monaco; † 16. Dezember 1967 in Rom) war ein italienischer Geistlicher und Diplomat des Heiligen Stuhls.

## Leben
Antonio Riberi erhielt seine theologische und philosophische Ausbildung am Seminar von Cuneo, an der Päpstlichen Universität Gregoriana und an der Päpstlichen Diplomatenakademie in Rom sowie am Institut für Sozialwissenschaften in Bergamo. 1922 empfing er die Priesterweihe, trat 1925 in den diplomatischen Dienst des Vatikans ein und arbeitete bis 1930 als Sekretär der Apostolischen Nuntiatur in Bolivien. Von 1930 bis 1934 war er Nuntiaturrat der Apostolischen Nuntiatur in Irland.
Am 13. August 1934 ernannte ihn Papst Pius XI. zum Titularerzbischof von Dara und zum Apostolischen Delegaten für die Afrikanischen Missionen mit Sitz in Mombasa. Die Bischofsweihe spendete ihm der Präfekt des Heiligen Offiziums, Pietro Kardinal Fumasoni Biondi, am 28. Oktober desselben Jahres; Mitkonsekratoren waren die Kurienerzbischöfe Giuseppe Pizzardo und Carlo Salotti. In den Jahren 1939 bis 1946 koordinierte Antonio Riberi die Seelsorge für die im Zweiten Weltkrieg verwundeten Soldaten und war für die Kriegsgefangenen zuständig.
Von 1946 bis zu seiner Ausweisung im Jahre 1951 arbeitete er als Apostolischer Nuntius in China. Die gleiche Aufgabe versah er in den Jahren 1959 bis 1962 in Irland und von 1962 bis 1967 in Spanien. Er nahm am Zweiten Vatikanischen Konzil teil und wurde am 25. Juni 1967 von Papst Paul VI. als Kardinalpriester mit der Titelkirche San Girolamo della Carità in das Kardinalskollegium aufgenommen. Antonio Riberi starb am 16. Dezember 1967 in Rom und wurde in der Gruft seiner Familie in Limone-Piemonte beigesetzt.